# Wedge Tomb von Ballymihil

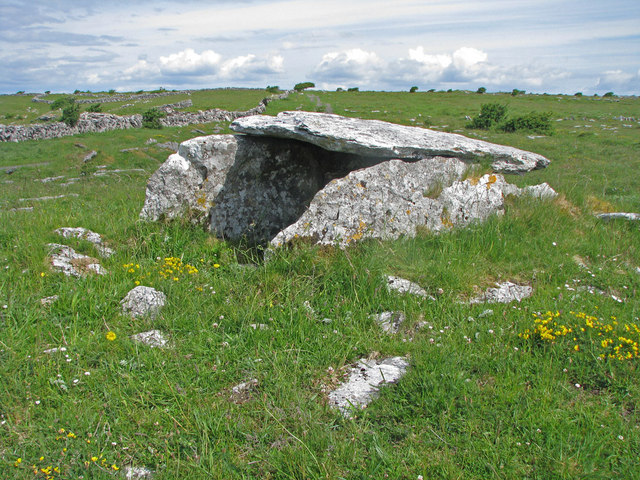
Ballymihil

Das Wedge Tomb von Ballymihil liegt im Norden des Townlands Ballymihil (irisch Baile Uí Mhichíl), zwischen den Megalithanlagen von Poulaphuca und Poulnabrone in Carran im Zentrum des Burren im County Clare in Irland.
Wedge Tombs (deutsch „Keilgrab“, früher auch wedge-shaped gallery grave genannt) sind doppelwandige, ganglose, mehrheitlich ungegliederte Megalithanlagen der späten Jungsteinzeit und der frühen Bronzezeit und neben Court-, Portal- und Passage Tombs typisch für Irland. In Irland sind 569 (erhaltene) Wedge Tombs bekannt. Sie kommen vor allem in der Westhälfte in den Countys Cork und Clare vor, wo allein im Burren etwa 120 bekannt sind.
Vom Wedge Tomb von Ballymihil sind nur drei Steine erhalten.
Die 25 bis 30 cm starke Deckenplatte ist 3,45 m lang und verjüngt sich nach Osten von etwa 2,3 auf 1,8 m. Die beiden dünnen, an den Kanten beschädigten Seitenplatten stützen sie. Alle übrigen Steine und der Tumulus fehlen.